# 浅尾さんと倉田くん
『浅尾さんと倉田くん』（あさおさんとくらたくん）は、HEROによる日本の漫画作品。略称は「浅倉」（あさくら）。スクウェア・エニックスのウェブコミック配信サイト『ガンガンONLINE』にて、2008年10月16日更新分から2014年5月15日更新分まで連載された。
HEROがウェブサイト「読解アヘン」で連載しているウェブコミック『堀さんと宮村くん』のスタイルを踏襲し、4コマ漫画形式で描かれており、また全編がカラーで描かれている。作中に『堀さんと宮村くん』の安田真が登場するほか、制服やジャージが同じである。

## あらすじ
浅尾蘭は小さい頃から男子とばかり遊んでいたせいで同性から敬遠されるようになり、人付き合いが苦手になってしまう。そのせいで高校に入ってからも友達に恵まれず塞ぎ込んでいたが、同じクラスの男子・倉田忠に話しかけられたのを契機に、少しずつ持ち前の明るさを取り戻して行く。

## 登場人物
浅尾 蘭（あさお らん）
主人公。小さい頃から男子と野球やサッカーをする方が楽しいと思っていたら、次第に他の女子から敬遠されるようになってしまい、高校入学後は女子だけでなく男子とも上手く付き合えなくなり、塞ぎ込んでいた。そんなある日、倉田に話しかけられて、気が付くと倉田たち男子と行動を共にするようになり、次第に本来の明るさを取り戻し始める。自身に優しくしてくれた橋本亜梨沙と仲良くしようと奮闘し現在は友達になっている。恋愛ごとには鈍感で亜梨沙の東への想いに倉田が言うまで気付かなかった。クラスメートの名前を覚えていない。
倉田 忠（くらた すなお）
もう一人の主人公。マイペースだが、周囲への気配りを怠らない好青年。誰であろうと困っている人を見ると放っておけない性分で、塞ぎ込んでいた浅尾のことが気になって話しかける。当初、浅尾に話しかけたのは以前の自分に似ていたためらしいが現在はそれとは関係なしに浅尾と親しくしている。東にチャラ男と言われている。
東 健太郎（あずま けんたろう）
倉田の友人。浅尾のネガティブ思考に苛立つことが多く、時にはキツい言葉を発するが、塞ぎ込んでいた浅尾を放っておけなかった倉田の性分はよく理解している。思ったことはハッキリ言うタイプで倉田が変わるキッカケをつくった。恋愛ごとには浅尾と同じくらい、もしくはそれ以上に鈍感。
犬寺 浩介（いぬでら こうすけ）
倉田の友人。食いしん坊でいつも何かを口に頬張っている。倉田以上にマイペースだが斉木に核心のついた話をしたり見るところは見ている。また、それ以降斉木とは度々話している。東のことをケンケンと呼びよくお菓子をくれる彼のことが好き。愛称は犬、橋本由美にはわんこと呼ばれている。
斉木 エリカ（さいき エリカ）
浅尾たちと同じクラスの女子生徒。以前、倉田と付き合っていたようだが、現在は距離を置いた状態が続いている。それでも未練は残っており、浅尾が倉田たちと仲良くしていることに嫉妬の念を募らせているが犬寺と話をして以降浅尾に対する態度が変わる。
橋本 亜梨沙（はしもと ありさ）
浅尾たちのクラスの委員長。しっかり者で浅尾には自分の意見をハッキリ言える人、と尊敬の眼差しを向けられたが本人は自分の意見を言うのは割と苦手と話している。目はあまりよくないが東の一言で眼鏡をするように。東に好意を寄せている。
橋本 由美（はしもと ゆみ）
浅尾たちのクラスメイト。エリカと仲が良い。さっぱりした性格で苗字で呼ばれるの嫌う。浅尾とエリカを仲良くさせようとしている。
杉（すぎ）
浅尾たちの隣のクラス。よく物を忘れる。前は倉田に借りていたが、浅尾と打ち解けてからは浅尾と貸し借りをする。だが、たまに人のものに落書きをする。興味がないものにはとことん興味がない。成績優秀。ハの字。
園田 蓮（そのだ れん）
浅尾たちの後輩で2年生。倉田の従妹で当初は倉田のことを「お兄ちゃん」と呼んでいたが高校に入ってから「なおくん」と呼んでいる。クラスメイトには友達はいなかったが浅尾と話すようになってから変わりはじめている。倉田のことは好きではある。

## 書誌情報
ガンガンコミックスONLINEより刊行。
1. ISBN 978-4-7575-2610-5 2009年7月22日発売
2. ISBN 978-4-7575-2798-0 2010年2月22日発売
3. ISBN 978-4-7575-3026-3 2010年10月22日発売
4. ISBN 978-4-7575-3328-8 2011年8月22日発売
5. ISBN 978-4-7575-3559-6 2012年4月21日発売
6. ISBN 978-4-7575-3858-0 2013年1月22日発売
7. ISBN 978-4-7575-4109-2 2013年10月26日発売
8. ISBN 978-4-7575-4334-8 2014年6月21日発売